# District d'Akkeshi

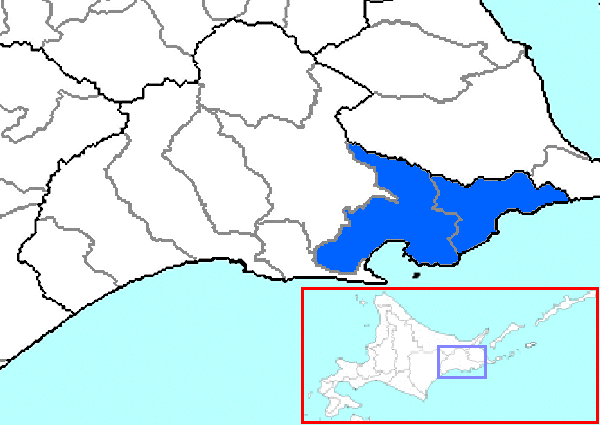
Emplacement du district d'Akkeshi dans la sous-préfecture de Kushiro.

Le district d'Akkeshi (厚岸郡, Akkeshi-gun) est un district de la sous-préfecture de Kushiro, sur l'île de Hokkaidō, au Japon.

## Géographie

### Démographie
En 2015, la population du district d'Akkeshi était estimée à 16 328 habitants, répartis sur une superficie de 1 162,89 km2 (densité de population de 14 hab./km2).

### Municipalités du district
- Akkeshi
- Hamanaka